# Гойков, Дамьян
Дамян Гойков (серб. Дамјан Гојков; 2 января 1998, Врбас, Союзная Республика Югославия) — сербский футболист, полузащитник клуба «Хувентуд де Торремолинос».

## Карьера
Гойков является воспитанником футбольной академии белградского ОФК.
24 мая 2015 года Дамян дебютировал в основном составе столичного клуба, выйдя на замену в матче последнего тура сезона 2014/15 с «Ягодиной». В сезоне 2015/16 Гойков сыграл в 15 встречах первенства, но его клуб покинул Суперлигу Сербии.